# Валітово (Хайбуллінський район)
Валі́тово (рос. Валитово, башк. Вәлит) — присілок у складі Хайбуллінського району Башкортостану, Росія. Входить до складу Цілинної сільської ради.
Населення — 268 осіб (2010; 243 в 2002).
Національний склад:
- башкири — 100%